# 乳岩峡
乳岩峡（ちいわきょう）は愛知県新城市川合に位置する峡谷。宇連川支流の乳岩川に位置し、鳳来峡より更に内陸部にある。全長4キロメートル。国の名勝及び天然記念物（1934年1月22日指定：乳岩および乳岩峡）。

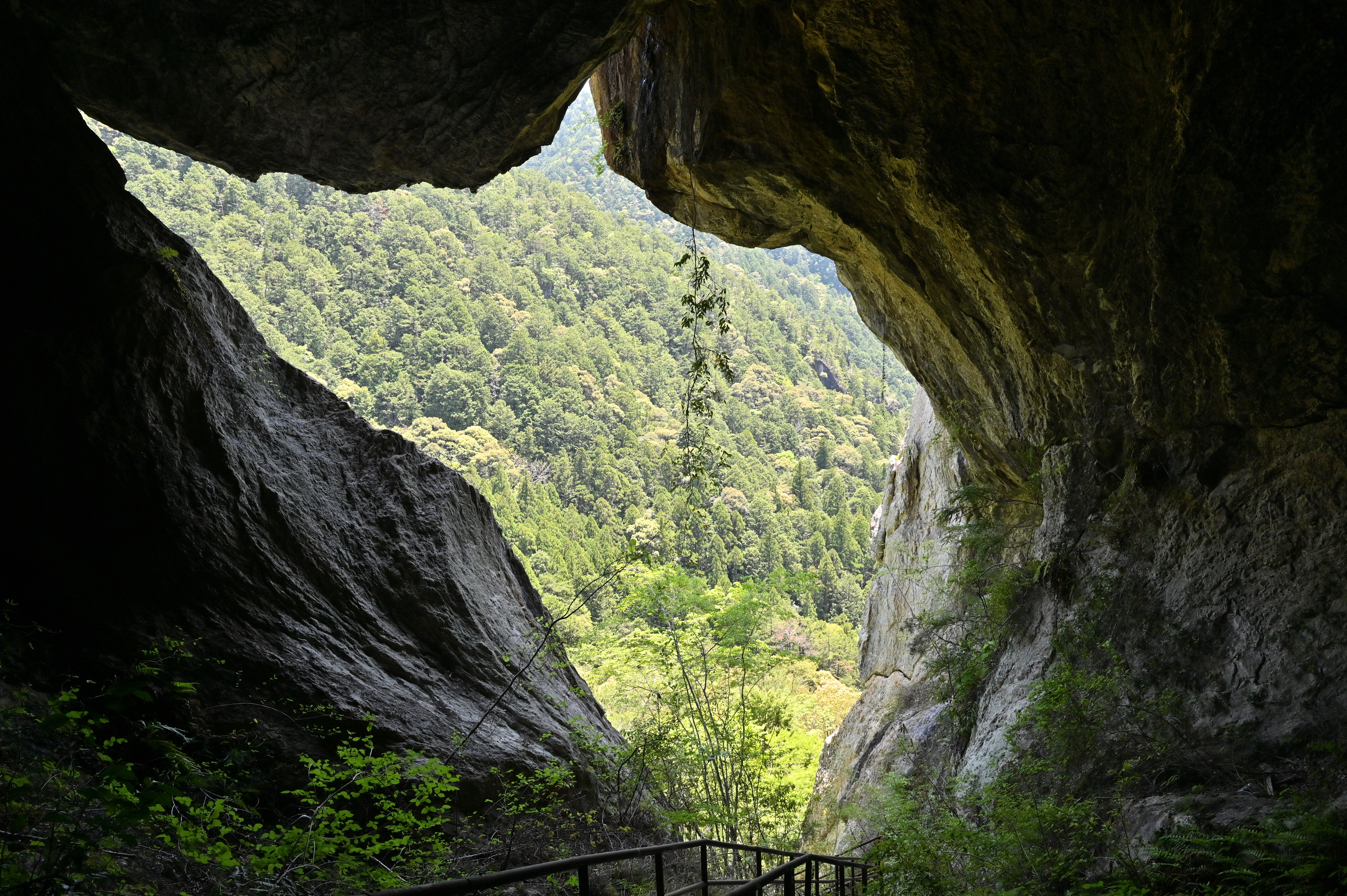
乳岩洞窟から見た景色

## 概要
名前の由来はこの峡谷のシンボルでもある乳岩山で、標高670メートルにも及ぶ岩山。この辺りは炭酸カルシウムを主成分とする鍾乳石が多く見られ、その鍾乳石が乳房に見える事から一帯を乳岩と呼ぶ。近くには洞窟が多く見られ、最大の乳岩洞窟は胎内くぐりを楽しむことができ、子安観音が祀られている。また、河床は平坦な一枚岩で形成され、表面が滑らかである。
これら一帯は天竜奥三河国定公園にも含まれる。その一方で、一帯は険しい岩山が多く鬼岩を中心として全国有数のフリークライミングのメッカとしても知られる。一帯の岩山は自然公園法、または文化財保護法によって保護されている。

## 画像集

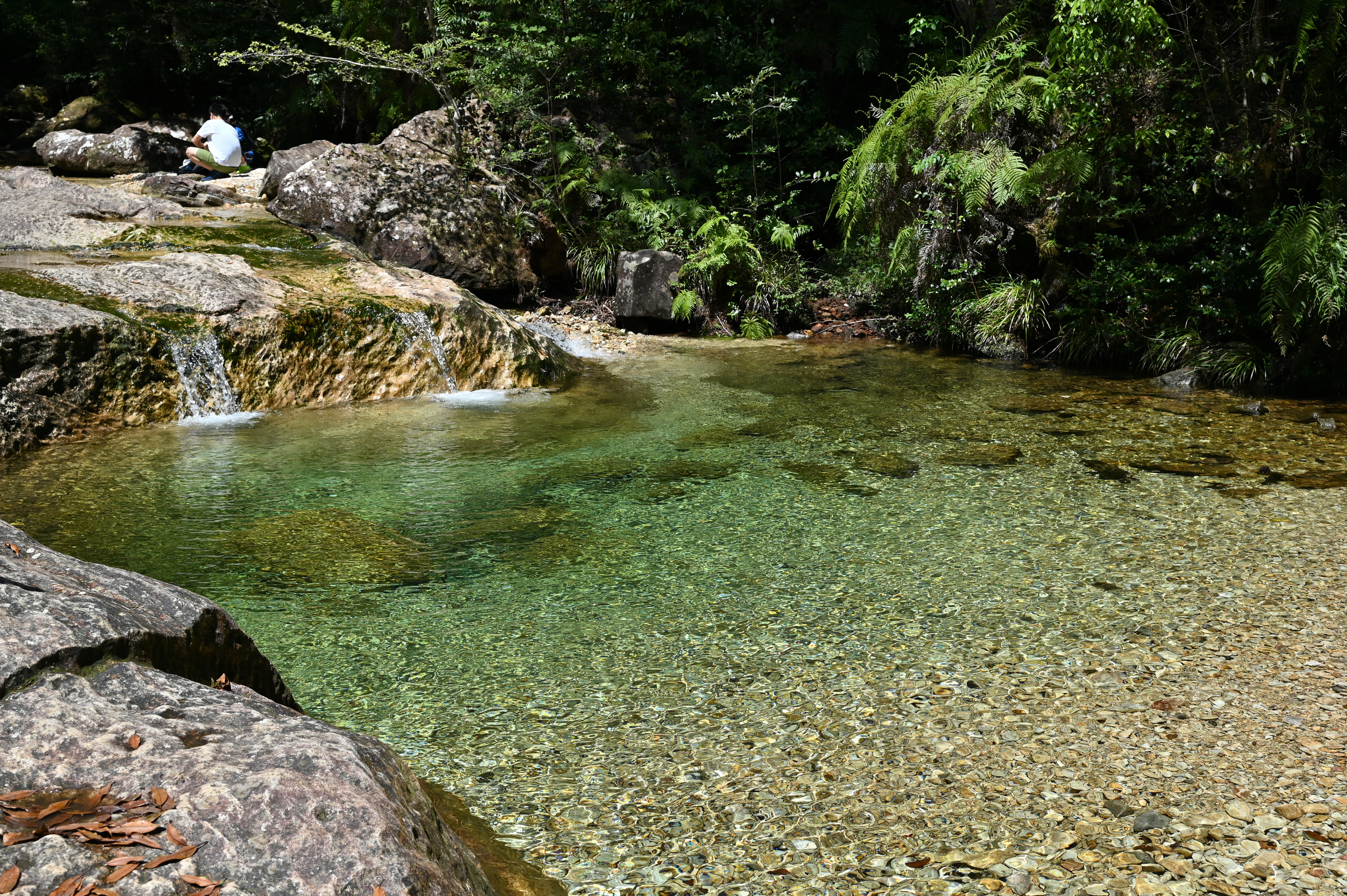
乳岩川
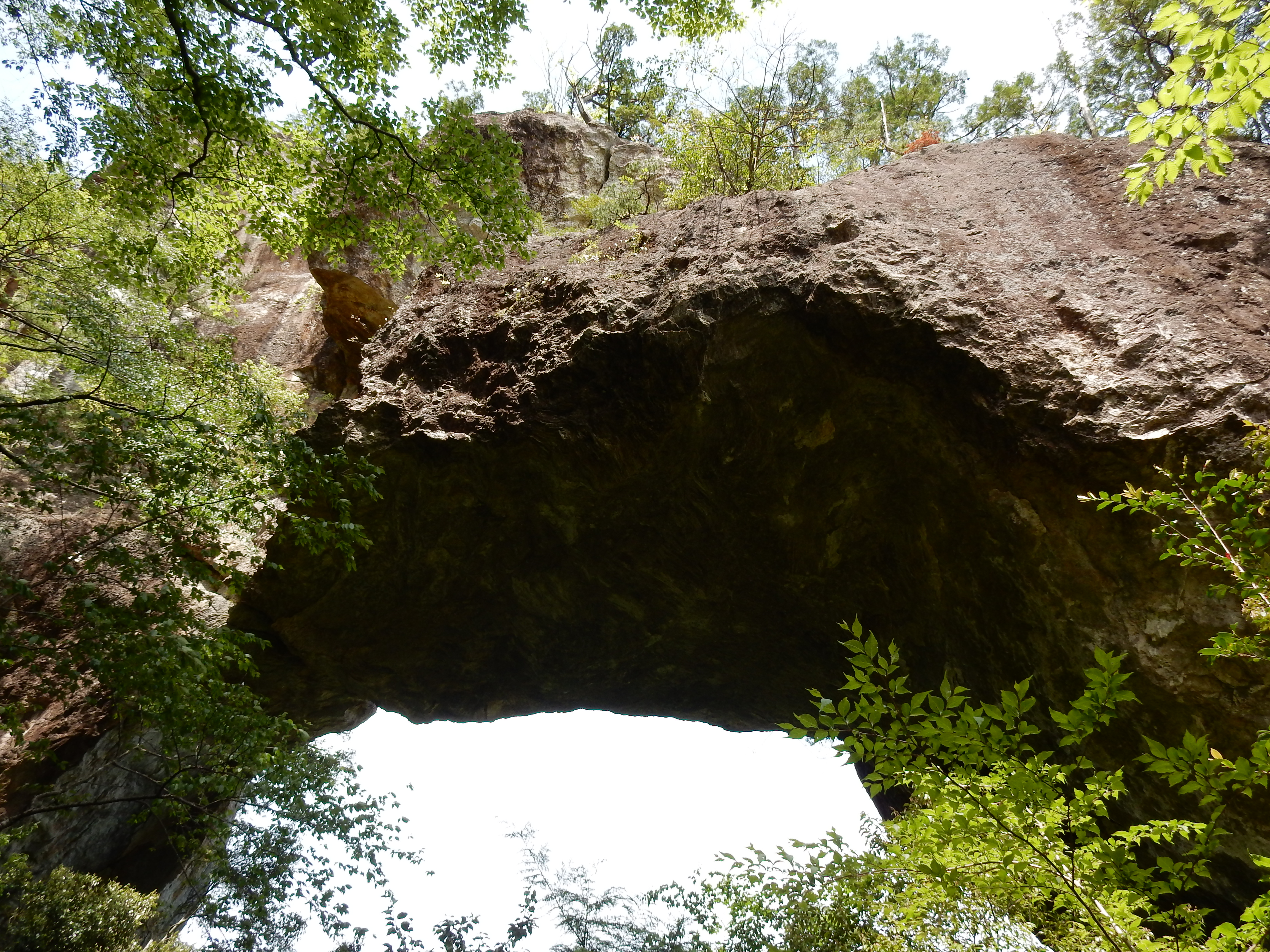
通天洞
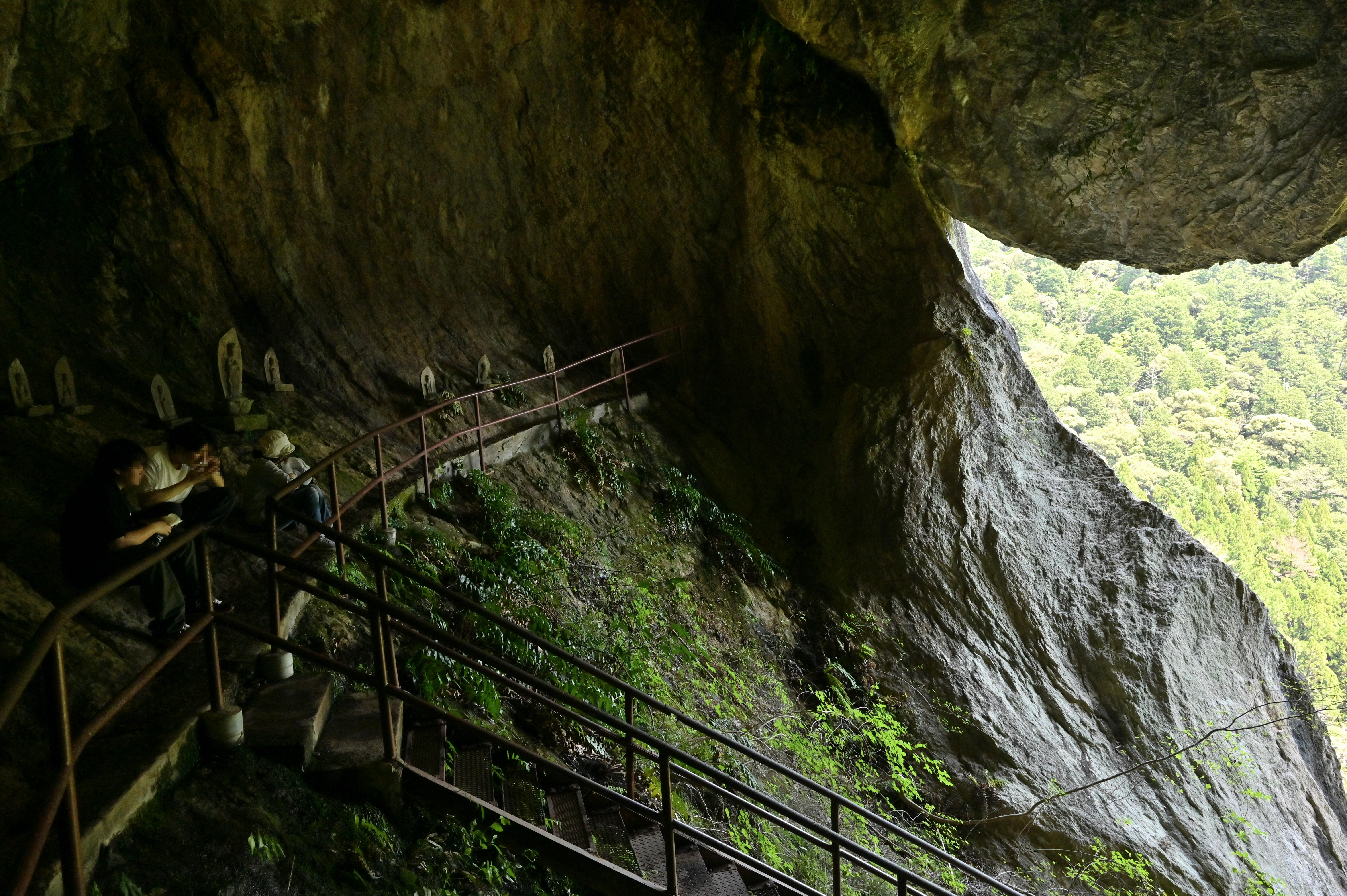
乳岩洞窟
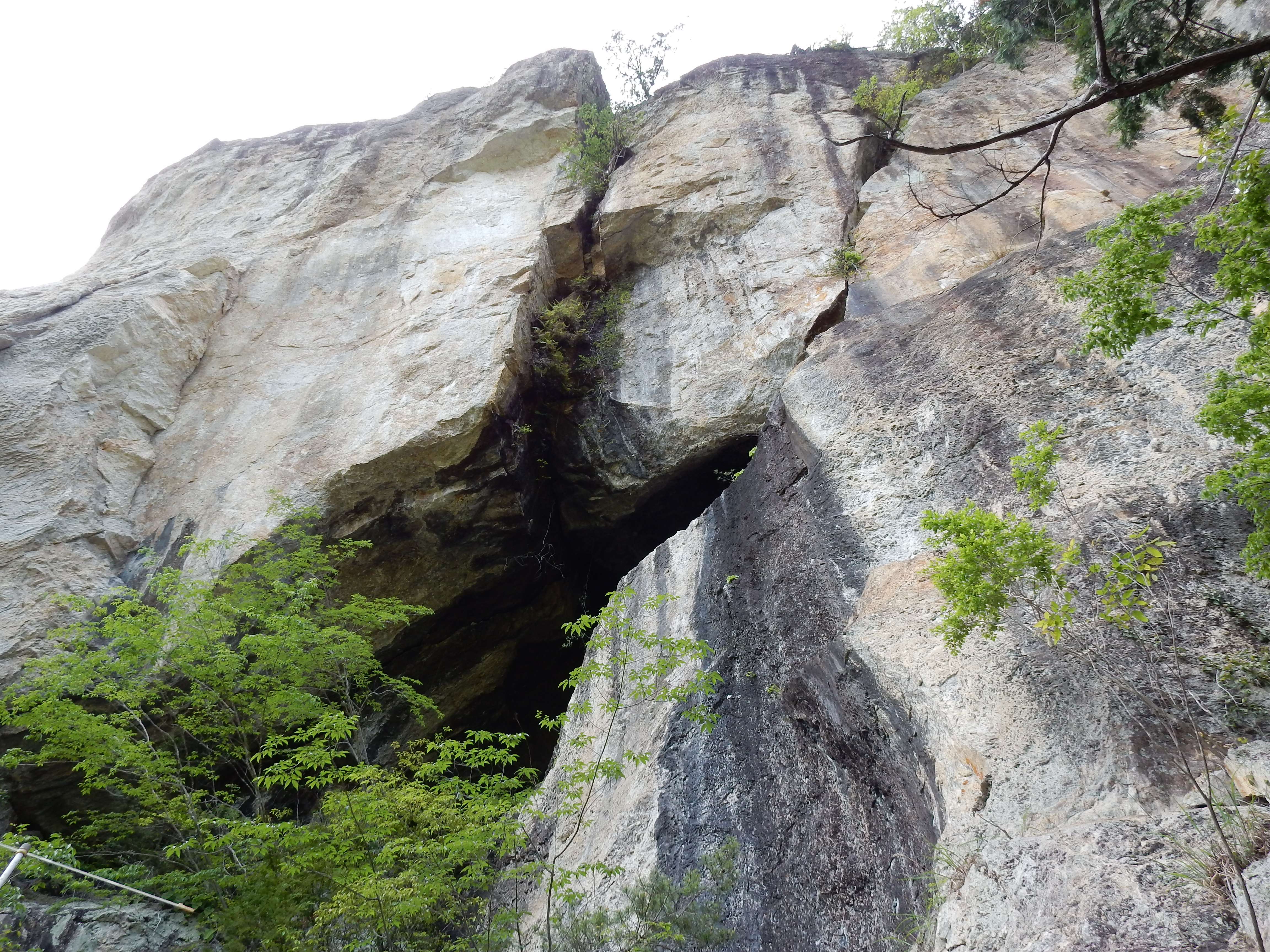
乳岩